# 安塔科查湖 (坎柴略區)
11°54′8.8″S 75°55′3.2″W / 11.902444°S 75.917556°W
安塔科查湖（Antaqucha），是秘魯的湖泊，位於該國中部胡寧大區，由豪哈省的坎柴略區負責管轄，屬於曼塔羅河流域的一部分，當局計畫在該湖興建高7.4米的水壩。